# Redlands Bicycle Classic
A Redlands Bicycle Classic são duas competições de ciclismo de um dia amador por etapas estadounidenses, masculina e feminina, que se disputa na cidade de Redlands (Califórnia) e seus arredores no final do mês de março (ambas se disputam no mesmo dia).
Criada em 1985 a partir de 2006 deixou de ser uma corrida oficial do calendário profissional com o que só esteve adscrito ao UCI America Tour no 2005, sendo a partir daí uma corrida amador. Conquanto anteriormente também a maioria de edições também foram amador por isso a maioria dos seus ganhadores têm sido estadounidenses.
Tem tido vários dias de competição e traçados disputando-se nestes últimos anos sobre três etapas além de um prólogo.
O corredor que mais vezes se impôs é o estadounidense Chris Horner, com quatro vitórias.
Também conta com edição feminina, com o mesmo nome oficial que sua homónima masculina. Ao igual que essa é amador por isso a maioria de suas ganhadoras têm sido estadounidenses. Tem etapas de menor quilometragem (ainda que tem tido edições com similar ou igual quilometragem) que essa ainda que com similares características.
Ambas sempre têm sido pontuáveis para o USA Cycling National Racing Calendar.

## Palmarés

### Masculino
| Ano  | Ganhador              | Segundo            | Terceiro           |
| ---- | --------------------- | ------------------ | ------------------ |
| 1985 | Thurlow Rogers        | Rum Hayman         | Raúl Alcalá        |
| 1986 | Davis Phinney         | Raúl Alcalá        | Jeff Pierce        |
| 1987 | Dag-Otto Lauritzen    | Thurlow Rogers     | Doug Shapiro       |
| 1988 | Alexi Grewal          | Andy Paulin        | David Brinton      |
| 1989 | Scott Moninger        | Glen Sanders       | Stephen Swart      |
| 1990 | Dimitri Zhdanov       | Evgueni Berzin     | Scott Moninger     |
| 1991 | Randy Whicker         | Jim Copeland       | Vladislav Bobrik   |
| 1992 | Scott Fortner         | Thurlow Rogers     | Eric Cech          |
| 1993 | Malcolm Elliott       | Bart Bowen         | Rum Kiefel         |
| 1994 | Malcolm Elliott       | Jeff Pierce        | Rum Kiefel         |
| 1995 | Scott Moninger        | Fred Rodríguez     | Malcolm Elliott    |
| 1996 | Tomasz Brożyna        | Chris Horner       | Malcolm Elliott    |
| 1997 | Dariusz Baranowski    | Tomasz Brożyna     | Scott Moninger     |
| 1998 | Jonathan Vaughters    | Cadel Evans        | Chris Wherry       |
| 1999 | Christian Vande Velde | Frank McCormack    | Scott Moninger     |
| 2000 | Chris Horner          | David Zabriskie    | Trent Klasna       |
| 2001 | Trent Klasna          | Chris Horner       | Roland Green       |
| 2002 | Chris Horner          | Roland Green       | Soren Peterson     |
| 2003 | Chris Horner          | Nathan O'Neill     | Tom Danielson      |
| 2004 | Chris Horner          | César Grajales     | Gordon Fraser      |
| 2005 | Chris Wherry          | Trent Lowe         | Liam Kileen        |
| 2006 | Nathan O'Neill        | Chris Baldwin      | Scott Moninger     |
| 2007 | Andrew Bajadali       | Phil Zajicek       | Ben Jacques-Maynes |
| 2008 | Santiago Botero       | Chris Baldwin      | Burke Swindlehurst |
| 2009 | Jeff Louder           | Tom Zirbel         | Benjamin Day       |
| 2010 | Benjamin Day          | Ben Jacques-Maynes | Will Routley       |
| 2011 | Francisco Mancebo     | Ben Jacques-Maynes | Chris Baldwin      |
| 2012 | Phillip Gaimon        | Patrick Bevin      | Francisco Mancebo  |
| 2013 | Francisco Mancebo     | Chad Haga          | Tom Zirbel         |
| 2014 | Joey Rosskopf         | James Oram         | Travis McCabe      |
| 2015 | Phillip Gaimon        | Gavin Mannion      | Adrien Costa       |
| 2016 | Matteo Dal-Cin        | Neilson Powless    | Travis McCabe      |
| 2017 | Taylor Eisenhart      | Brandon McNulty    | Emerson Oronte     |
| 2018 | Thomas Revard         | Lionel Mawditt     | Sean Bennett       |
| 2019 | Cory Lockwood         | Kevin Vermaerke    | Eder Frayre        |

### Feminino
| Ano  | Ganhadora           | Segunda            | Terça               |
| ---- | ------------------- | ------------------ | ------------------- |
| 1989 | Suzanne Sonye       |                    |                     |
| 1990 | Suzanne Ferguson    |                    |                     |
| 1992 | Linda Brenneman     |                    |                     |
| 1993 | Linda Brenneman     | Sally Zack         | Deirdre Demet-Barry |
| 1994 | Jeannie Golay       | Alison Sydor       | Linda Jackson       |
| 1995 | Linda Brenneman     | Susan Palmer-Komar | Mari Holden         |
| 1996 | Alison Dunlap       | Tammy Jacques      | Jeanne Golay        |
| 1997 | Susannah Pryde      | Linda Jackson      | Alison Dunlap       |
| 1998 | Mari Holden         | Pamela Schuster    | Alison Dunlap       |
| 1999 | Lyne Bessette       | Alison Dunlap      | Cybil DiGuistini    |
| 2000 | Alison Dunlap       | Lyne Bessette      | Leigh Hobson        |
| 2001 | Geneviève Jeanson   | Kimberly Bruckner  | Alison Dunlap       |
| 2002 | Judith Arndt        | Geneviève Jeanson  | Andrea Hannos       |
| 2003 | Geneviève Jeanson   | Lyne Bessette      | Manon Jutras        |
| 2004 | Lyne Bessette       | Geneviève Jeanson  | Christine Thorburn  |
| 2005 | Christine Thorburn  | Kimberly Baldwin   | Annette Beutler     |
| 2006 | Amber Neben         | Christine Thorburn | Kimberly Baldwin    |
| 2007 | Amber Neben         | Mara Abbott        | Katheryn Curi       |
| 2008 | Alex Wrubleski      | Mara Abbott        | Katharine Carroll   |
| 2009 | Ina-Yoko Teutenberg | Amber Neben        | Alison Powers       |
| 2010 | Ina-Yoko Teutenberg | Katherine Carroll  | Alexis Rhodes       |
| 2011 | Amber Neben         | Erinne Willock     | Evelyn Stevens      |
| 2012 | Megan Guarnier      | Alison Powers      | Joëlle Numainville  |
| 2013 | Alison Powers       | Tayler Wiles       | Rhae Shaw           |
| 2014 | Tayler Wiles        | Mara Abbott        | Leah Kirchmann      |
| 2015 | Mara Abbott         | Amber Neben        | Allie Dragoo        |
| 2016 | Kristin Armstrong   | Mara Abbott        | Eri Yonamine        |
| 2017 | Ruth Winder         | Amber Neben        | Katie Hall          |
| 2018 | Katie Hall          | Sara Bergen        | Edwige Pitel        |
| 2019 | Amber Neben         | Lauren Stephens    | Emily Newsom        |

## Palmarés por países
| País           | Vitórias |
| -------------- | -------- |
| Estados Unidos | 22       |
| Espanha        | 2        |
| Polónia        | 2        |
| Austrália      | 2        |
| Reino Unido    | 2        |
| Rússia         | 1        |
| Colômbia       | 1        |
| Noruega        | 1        |
| Canadá         | 1        |

| País           | Vitórias |
| -------------- | -------- |
| Estados Unidos | 21       |
| Canadá         | 5        |
| Alemanha       | 3        |
| Nova Zelândia  | 1        |